# Israel Katz (Politiker, 1955)

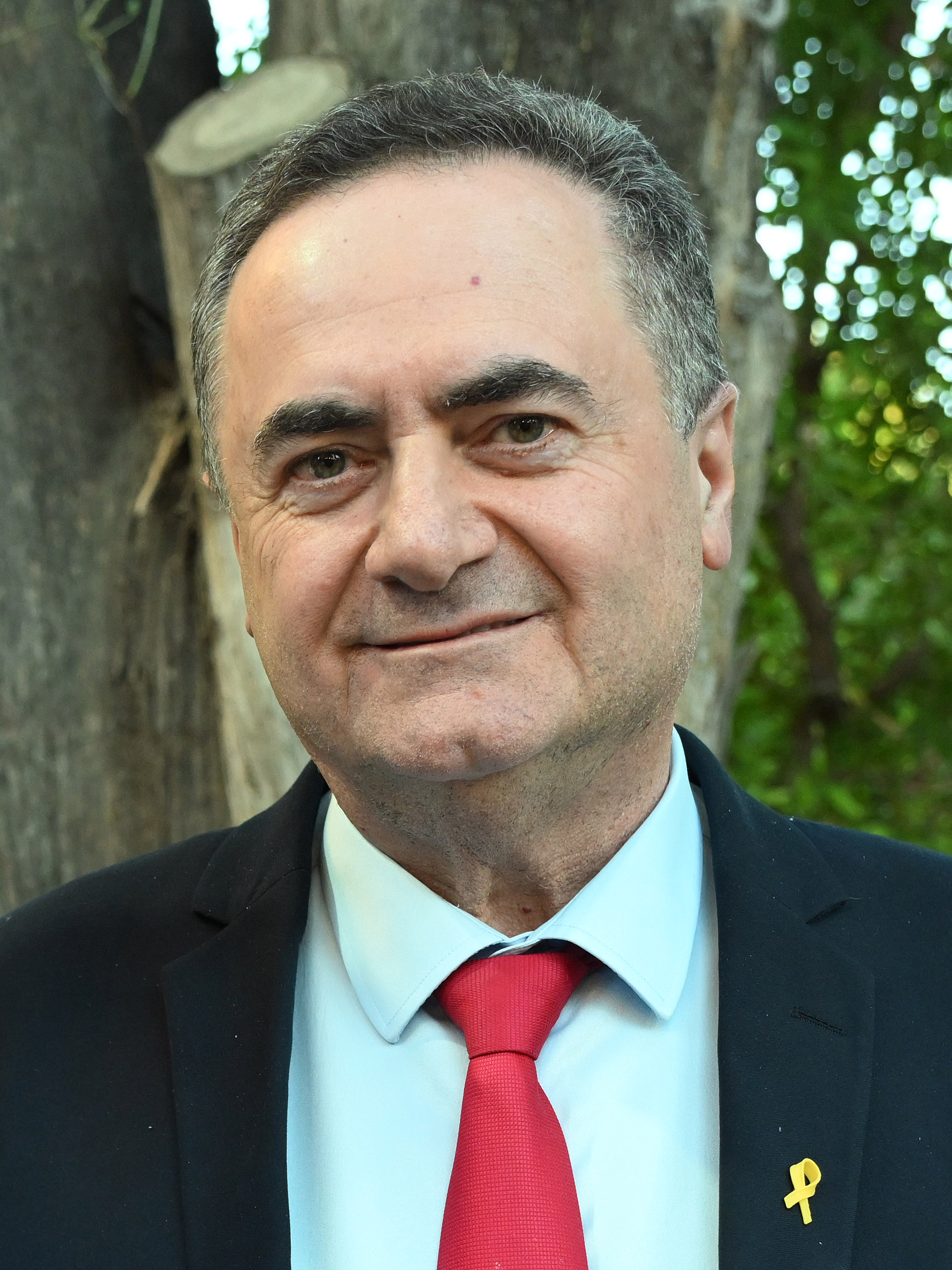
Israel Katz (2024)

Israel Katz (hebräisch ישראל כץ Jisra'el Katz; * 21. September 1955 in Aschkelon) ist ein israelischer Politiker (Likud). Seit 2003 hat er die Leitung unterschiedlicher Ministerien übernommen: unter anderem das Außenministerium, das Finanzministerium und das Energieministerium.
Ab dem 1. Januar 2024 war er erneut Außenminister Israels. Im November 2024 wurde er als Nachfolger des entlassenen Joaw Galant Verteidigungsminister Israels.

## Leben
Israel Katz wurde 1973 zu den Israelischen Verteidigungsstreitkräften eingezogen und diente in der Fallschirmjäger-Brigade als Soldat und Gruppenführer. 1976 absolvierte er die Offizierskandidatenschule und kehrte als Zugführer zur Fallschirmspringer-Brigade zurück. Nach seiner Entlassung 1977 studierte er an der Hebräischen Universität Jerusalem und schloss sein Studium mit einem Bachelor of Arts sowie anschließend einen Master of Arts in Agrarwissenschaften. Er ist seit dem 18. November 1998 Mitglied der Knesset, wo er für Ehud Olmert nachrückte. Von 2003 bis 2006 hatte er den Posten des Landwirtschaftsministers inne. Nach der Knessetwahl 2009 wurde er Verkehrsminister im Kabinett von Benjamin Netanjahu, von 2015 bis 2020 war er zusätzlich Minister für die Nachrichtendienste. Am 17. Februar 2019 übernahm Katz das Amt des israelischen Außenministers, das bisher Ministerpräsident Netanjahu zusätzlich innehatte. Im Februar 2019 sorgte er in Warschau für Irritation, als er auf die einst von Jitzchak Schamir eingebrachte Aussage zurückgriff, wonach jeder Pole den „Antisemitismus mit seiner Muttermilch eingesaugt“ habe. Von Mai 2020 bis Juni 2021 war er Finanzminister. Vom 29. Dezember 2022 bis zum 1. Januar 2024 war Katz im Kabinett Netanjahu VI Minister für nationale Infrastruktur, Energie und Wasser.
Katz gilt als Konkurrent Netanjahus um den Posten des Premierministers und des Parteivorsitzenden. Er befürwortet eine harte Haltung gegenüber den Palästinensern und lehnte eine Zweistaatenlösung bereits bei seiner Ernennung zum Außenminister 2019 unter den damals gegebenen Umständen ab. Nach Ausbruch des Krieges in Gaza nach den Anschlägen vom 7. Oktober 2023 sprach er sich gegen humanitäre Hilfe für die Bevölkerung des Gazastreifens aus und bekräftigte seine Ablehnung einer Zweistaatenlösung bei mehreren Gelegenheiten mit scharfen Worten. Katz unterstützt Bestrebungen, die Beziehungen Israels zu den Golfstaaten zu normalisieren, und befürwortet in diesem Zusammenhang Planungen für den Bau einer Eisenbahnstrecke von dort über Israel ans Mittelmeer. Anfang Juli 2025 gehörte Katz zu den Unterzeichnern eines Briefes an Ministerpräsident Netanjahu, in dem 14 Minister der Likud-Partei sowie Knesset-Sprecher Amir Ohana die sofortige Annexion des Westjordanlandes forderten.

## Kritik
Mehrere Äußerungen von Katz wurden in der vorläufigen Entscheidung des Internationalen Gerichtshofes der Vereinten Nationen in Den Haag vom 26. Januar 2024 in dem von Südafrika gegen Israel angestrengten Verfahren wegen Verstöße gegen die Völkermordkonvention zitiert. Ziel des Gerichtshofes war es, Israel provisorische Maßnahmen aufzuerlegen, um die Einhaltung der Konvention zu gewährleisten. Haaretz veröffentlichte zu den Aussagen von Katz (sowie von Benjamin Netanjahu, Joaw Galant, Amichai Chikli und Jitzchak Herzog), die auf einen beabsichtigten Völkermord hindeuten könnten, einen Leitartikel mit dem Titel »Israel zahlt den Preis für seine Großmäuler«, und Gideon Levy schrieb: „Israels Mainstream hat uns nach Den Haag gebracht“, nicht die radikalen Aussagen von „durchgeknallten Randfiguren“ wie Itamar Ben-Gvir, Eyal Golan, Giora Eiland oder Yair Golan.
Am 28. Juli 2024 schrieb Katz auf X: »Erdogan geht den Weg von Saddam Hussein und droht damit, Israel anzugreifen. Er sollte sich einfach daran erinnern, was dort geschah und wie es endete.« Der ehemalige israelische Regierungssprecher Eylon Levy sagte dazu, dass Katz’ Tweets »recht kindisch« seien und dass solche Beschimpfungen ausländischer Staatsoberhäupter Israel schaden würden. Auch der prominente Hasbara-Aktivist Yoseph Haddad und der ehemalige Botschafter Michael Oren kritisierten Katz’ Aussage. Im November 2024 bezeichnete Katz die Kurden als „natürliche Verbündete“ Israels.
Als Spanien, Norwegen und Irland den Staat Palästina diplomatisch anerkannten, schrieb Katz auf X: »Die Hamas dankt Ihnen für Ihre Dienste«. Die Financial Times berichtete, dass Katz’ diplomatische Strategie in seinem Büro »mit einer Mischung aus Fassungslosigkeit und Augenrollen« aufgenommen wurde.
Im Juli 2025 präsentierte Katz einen Plan für eine »humanitäre Stadt«: Die gesamte palästinensische Zivilbevölkerung des Gazastreifens – mehr als zwei Millionen Menschen – soll gezwungen werden, sich in einn Lager in den Ruinen von Rafah zu begeben, und soll dieses nicht mehr verlassen dürfen. Der Plan wurde vielfach kritisiert, die Umsetzung wäre ein Kriegsverbrechen und Verbrechen gegen die Menschlichkeit; er stelle eine Eskalation von einer Aufhetzung zu Kriegsverbrechen hin zu offiziellen Plänen für eine groß angelegte Zwangsumsiedlung dar. Der Holocaust-Historiker Amos Goldberg sagte, das wäre »ein Konzentrationslager oder ein Durchgangslager für Paläsinenser, bevor sie vertrieben werden«. The Guardian schrieb in einem Redaktionsartikel, dass der »Auswanderungsplan«, den Katz durchsetzen will, in Wahrheit ein Plan für eine ethnische Säuberung ist, denn keine Ausreise kann als »freiwillig« angeshen werden, wenn die Alternative Verhungern oder dauerhafte Gefangenschaft unter unmenschlichen Bedingungen ist, und der israelische Journalist Zvi Bar’el schrieb über Katz’ Plan:
Endlich reiht sich Israel in die Familie der aufgeklärten Nationen ein. So wie Deutschland, Japan, China und die Vereinigten Staaten wird auch Israel ein großes, gut organisiertes Konzentrationslager haben ... Vielleicht könnte man am Eingang ein hübsches Schild anbringen: nicht »Arbeit macht frei«, denn es handelt sich ja nicht um ein Arbeitslager, sondern eher etwas wie »Willkommen im Umerziehungscampus«, um auf den Deradikalisierungsprozess hinzuweisen, den die Bewohner während ihrer Jahre in dieser Bildungseinrichtung durchlaufen sollen. ... Ein Lager wie dieses, mit einer Zahl von Insassen, die anderthalb Mal so groß ist wie die Bevölkerung von Tel Aviv, erfordert eine genaue Planung, eine straffe Organisation und ein riesiges Budget. Glücklicherweise muss man hier nicht das Rad neu erfinden. In den Archiven Deutschlands, Japans und der USA gibt es fertige Pläne für Tagesabläufe, Lebensmittelrationen, Sicherheitsvorkehrungen für die Lebenden und Bestattungsvorkehrungen für die Toten.